# Demetrius Jackson
Demetrius Jackson   (South Bend, 7 de setembre de 1994) és un jugador de bàsquet nord-americà que pertany a la plantilla dels Club Joventut Badalona des del mes de gener de 2021. Amb 1,85 metres d'alçada, juga en la posició de base.